# Phoracantha lata
Phoracantha lata är en skalbaggsart som först beskrevs av Hope 1841.  Phoracantha lata ingår i släktet Phoracantha och familjen långhorningar. Inga underarter finns listade i Catalogue of Life.